# Ciserano
Ciserano är en ort och kommun i provinsen Bergamo i regionen Lombardiet i Italien. Kommunen hade 5 560 invånare (2018).